# Hele Sa Hiwagang Hapis
Hele Sa Hiwagang Hapis (Engels: A Lullaby to the Sorrowful Mystery) is een Filipijnse film uit 2016, geschreven en geregisseerd door Lav Diaz. De film ging op 18 februari in première op het Internationaal filmfestival van Berlijn en won de Albert Bauerprijs.

## Verhaal
Andrés Bonifacio y de Castro wordt aanzien als de meest invloedrijke Filipijnse tegenstander in de strijd voor onafhankelijkheid tegen de Spaanse koloniale overheersing eind negentiende eeuw. Bonifacio werd samen met zijn broer op 10 mei 1897 geëxecuteerd in de bergen van Maragondon en wordt nog altijd aanzien als de 'vader van de revolutie'. De film volgt verschillende verhaallijnen die met het leven van Bonifacio en de revolutie verband houden. Terwijl een vriend van Bonifacio nadenkt over de vele slachtoffers die vallen tijdens de strijd, is een vrouw op zoek naar het lijk van haar overleden man. De Spaanse gouverneur probeert de verschillende rebellengroepen tegen elkaar op te zetten.

## Rolverdeling
| Acteur              | Personage |
| ------------------- | --------- |
| Piolo Pascual       | Simoun    |
| John Lloyd Cruz     | Isagani   |
| Hazel Orencio       | Oryang    |
| Alessandra De Rossi | Cesaria   |
| Joel Saracho        | Karyo     |

## Prijzen en nominaties
De belangrijkste:
| Jaar | Prijs                    | Categorie         | Genomineerde(n) | Uitslag  |
| ---- | ------------------------ | ----------------- | --------------- | -------- |
| 2016 | Filmfestival van Berlijn | Alfred Bauerprijs | Lav Diaz        | Gewonnen |